# Kent (Columbia Británica)
Kent es un municipio distrital canadiense situado en la provincia de Columbia Británica.

## Superficie
Kent tiene una superficie de 168,59 km².

## Demografía
En 2021, tenía 6300 habitantes, una densidad poblacional de 37,4 hab./km², y 2518 viviendas.